# Japanese bobtail
Japanese bobtail är en korthårig kattras som härrör från Japan. Dess främsta kännetecken är dess korta svans.

## Utseende
Japanese bobtail är en medelstor katt med triangelformat huvud, stora öron och lång bål. Bakbenen är något längre än frambenen. Kattens främsta kännetecken, den korta och vanligtvis böjda svansen, kan vara 10–13 cm lång i fullt utsträckt läge. Pälsen på svansen är tjockare än på övriga kroppen, vilket ger den ett utseende av en rund tofs, inte olikt en tamkanins.

## Temperament
Japanese bobtail är en energisk och lekfull katt som gärna umgås med människor och som uppnår goda resultat i kattagility. Den trivs bra ihop med barn, hundar och andra djur.